# Борггреве, Берхард
Берхард (Бернард) Роберт Август Борггреве (нем. Bernard Robert August Borggreve; 1836—1914) — немецкий лесовод, зоолог, ботаник и преподаватель.

## Биография
Берхард Борггреве родился 6 июля 1836 года в городе Магдебурге. 
Получил специальное образование в Лесоводческой Академии города Эберсвальде (нем. Hochschule für nachhaltige Entwicklung Eberswalde (FH)), затем продолжил обучение в университетах Грайфсвальда и Бонна.
Получив степень доктора философии, занял кафедру ботаники Боннского университета, а потом перешел профессором лесных наук и директором в Мюнденскую лесную академию (Пруссия).
С 1877 года Борггреве вместе с Грунертом редактировал журнал «Forstliche Blätter».
Берхард Борггреве умер 5 апреля 1914 года в Висбадене.
В районе Reinickendorf города Берлина одна из улиц названа в его честь «Borggrevestraße».

## Избранная библиография
- «Heide und Wald. Specielle Studium und generelle Folgerungen über Bildung und Erhaltung der sogenannten natürlichen Vegetationsformen der Pflanzengemeinden» (1875);
- «Die Vogelschutzfrage nach ihrer bisherigen Entwickelung» (1878, 2 изд., 1888):
- «Die Gesetzliche Regelung der Feld- und Forst-Polizei» (1880);
- «Die Holzzucht» (1885);
- «Die Forstabschätzung. Ein Grundriss der Förstertragsregelung und Waldwerthrechnung» (1888)
- «Die Verbreitung und wirthschaftliche Bedeutung d. wichtigeren Waldbaumarten innerhalb Deutschlands» (1888).